# Герцог де ла Викториа

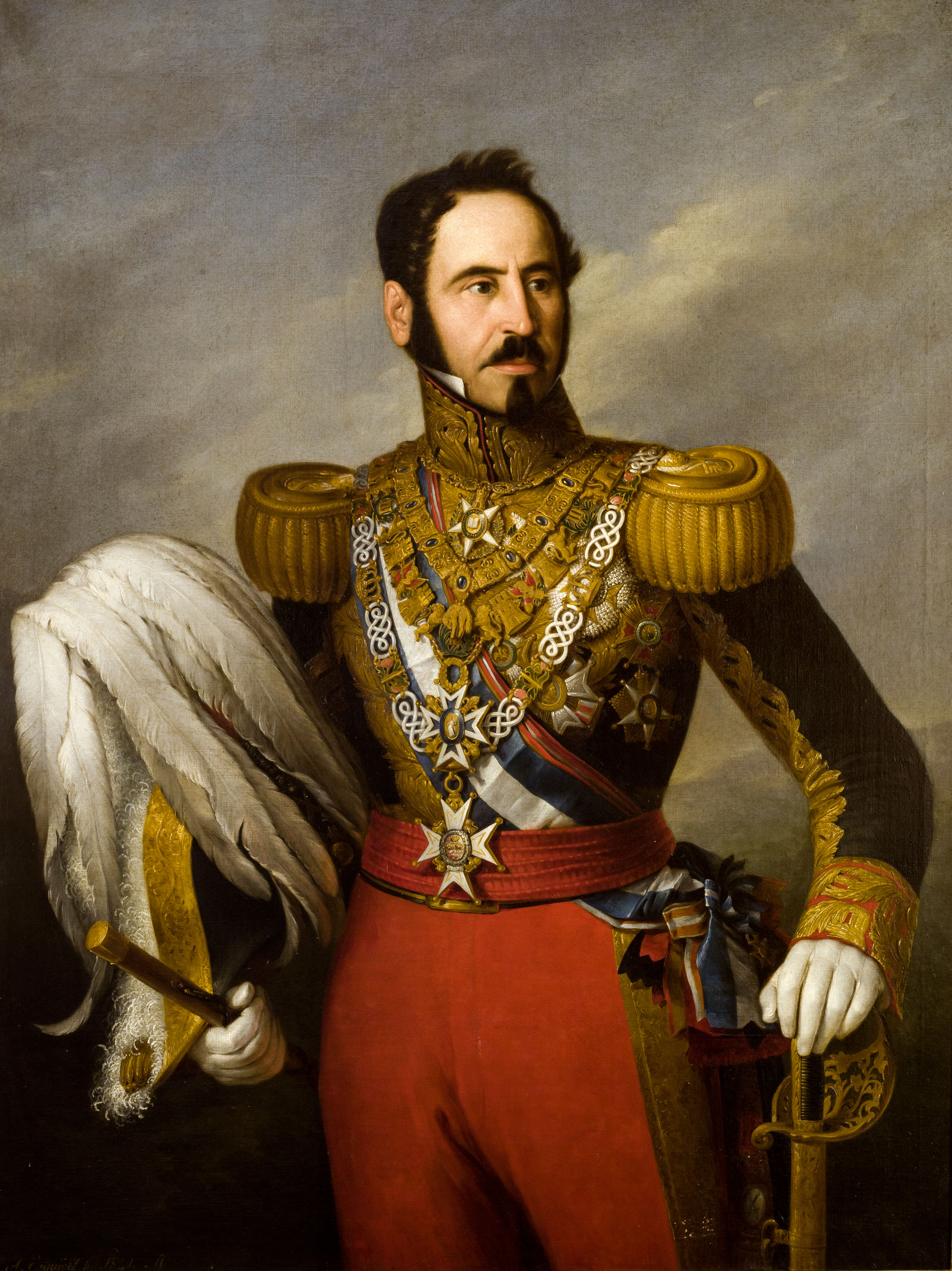
Генерал Хоакин Бальдомеро Фернандес-Эспартеро Альварес де Торо, 1-й герцог де ла Викториа, 1-й герцог де Морелья, 1-й граф де Лучана, 1-й виконт де Бандерас, 1-й принц де Вергара.

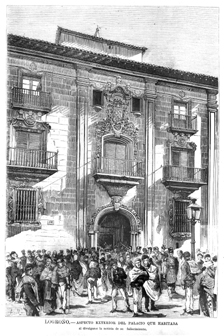
Дворец Хоакин Бальдомеро Фернандес Эспартеро Альварес де Торо, в Логроньо (Ла-Риоха).

Герцог де ла Викториа (исп. Duque de la Victoria) — испанский дворянский титул. Он был создан 14 декабря 1839 года королевой Изабеллой II для крупного испанского военного и политического деятеля, капитан-генерала Хоакина Альвареса Эспартеро и Торо (1793—1879). Он занимал посты регента Испании (1841—1843), главы правительства (1837, 1840—1841, 1854—1856) и министра обороны (1837, 1837—1838). Хоакин Эспартеро был сыном Мануэля Антонио Фернандес Эспартеро и Гленса и Висенты Хосефы Альварес де Торо и Молины.
Генерал Хоакин Эспартеро отличились во время Карлистских войн, получив в награду титулы графа Лучана и виконта де Бандерас (27 марта 1837 года). В 1839 году был заключен Вергарский мирный договор, который закончил Первую Карлистскую войну в Северной Испании (1833—1839). 14 декабря 1839 года Хоакин Альварес Эспартеро получил титул герцога де ла Викториа («герцога Победы»), а 4 июня 1840 года — титул герцога де Морелья.
Кроме звания капитан-генерала королевской армии, Хоакин Эспартеро занимал посты председателя испанского правительства (1837, 1840—1841, 1854—1856) и регента королевства в 1841—1843 годах. В 1856 году после отставки отказался от политической деятельности и доживал последние годы в своем дворце в Логроньо. В 1868 году ему была предложена корона Испании, но он благоразумно отказался от ней. Эспартеро выступал против избрания на испанский королевский трон иностранного принца, но Конгресс депутатов и генерал Жоан Прим предложили корону Испании сыну итальянского короля герцогу Амадею д’Аоста, который взошёл на испанский престол под именем Амадея I (1870—1873). Последний посетил генерала Эспартеро в его имении Логроньо и 21 января 1872 года пожаловал ему пожизненный титул принца де Вергара.

## Герцоги де ла Викториа
|                              | Титул | Период                       |
| Креация создана Изабеллой II | Креация создана Изабеллой II | Креация создана Изабеллой II |
| ---------------------------- | --- | ---------------------------- |
| I                            | Хоакин Бальдомеро Эспартеро и Альварес де Торо (27 февраля 1792 — 9 января 1879), старший сын Мануэля Антонио Фернандеса Эспартеро и Каньядаса                          | 1839 — 1879                  |
| II                           | Эладия Фернандес де Эспартеро и Бланко (ум. 15 октября 1897), дочь Франсиско Фернандеса Эспартеро Альвареса де Торо, племянница предыдущего                             | 1879 — 1897                  |
| III                          | Пабло Монтесино и Фернандес-Эспартеро (2 сентября 1867 — 3 ноября 1936), сын предыдущей и Сиприано Сегундо Монтесино и Эстрады (1817—1881)                              | 1897 — 1957                  |
| IV                           | Хосе Луис Монтесино и Фернандес-Эспартеро (16 декабря 1901 — 19 апреля 1972), сын Луиса Монтесино Эспартеро, 1-го маркиза де Морелья (1868—1957), племянник предыдущего | 1957 — 1972                  |
| V                            | Пабло Монтесино-Эспартеро и Хулия (ум. 6 августа 2010), старший сын предыдущего                                                                                         | 1972 — 2010                  |
| VI                           | Пабло Монтесино-Эспартеро и Веласко, старший сын предыдущего | 2011 — настоящее время       |

## История герцогов де ла Викториа
- 1839—1879: Хоакин Бальдомеро Эспартеро Альварес де Торо (1793—1879), 1-й герцог де ла Викториа, 1-й граф де Лучана, 1-й виконт де Бандерас, 1-й принц де Вергара (пожизненный титул) и 1-й герцог де Морелья (пожизненный титул). Он женился на Марии Хасинте Мартинес де Сицилия и Санта-Крус, от брака с которой у него не было детей. Ему наследовала его племянница, единственная дочь его брата Франсиско Фернандеса Эспартеро и Альвареса де Торо.
- 1879—1897: Эладия Эспартеро Фернандес и Бланко (ум. 1897), 2-я герцогиня де ла Викториа, 2-я графиня де Лучана. Она вышла замуж за Сиприано Сегундо Монтесино и Эстраду. Её преемником стал их сын.
- 1897—1957: Пабло Монтесино и Фернандес-Эспартеро (1868—1957), 3-й герцог де ла Викториа, 3-й граф де Лучана. Он женился на Марии дель Кармен Анголоти и Меса (руководитель госпиталей Красного Креста, даме королевы Виктория Евгении Испанской). Брак был бездетным. Ему наследовал его племянник, Хосе Луис Монтесино-Эспартеро, сын его брата Луиса Монтесино и Фернандес-Эспартеро, 1-го маркиза де Морелья.
- 1957—1972: Хосе Луис Монтесино-Эспартеро и Аверли (1901—1972), 4-й герцог де ла Викториа, 4-й граф де Лучана, 2-й маркиз де Морелья. Он женился на Марии дель Кармен Хулия и Басарди. Его преемником стал его старший сын.
- 1972—2010: Пабло Монтесино-Эспартеро и Хулия (ум. 2010), 5-й герцог де ла Викториа, 2-й виконт де Бандерас. Он женился на Марии дель Кармен Веласко и Мартин-де-Росалес. Ему наследовал его старший сын.
- 2011 — настоящее время: Пабло Монтесино-Эспартеро и Веласко, 6-й герцог де ла Викториа.